# فوجی اگوچی
فوجی اگوچی (انگلیسی: Fujie Eguchi؛ (زادهٔ ۱۹۳۲ – درگذشتهٔ ۲۸ مهٔ ۲۰۲۱) یک بازیکن تنیس روی میز اهل ژاپن بود. 
وی در مسابقات کشوری و بین‌المللی در مجموع برنده ۶ مدال طلا، ۶ مدال نقره، ۵ مدال برنز شده‌است.